# Teredínids
Els Teredínids (Terenididae) són una família de mol·luscs bivalves (lamel·libranquis) de cossos vermiformes molt allargats, que ataquen la fusta submergida en aigua de mar o aigua salobre i arriben a destrossar estructures submergides i barques. Algunes espècies de «corcs dels vaixell» també viuen a l'aigua dolça.
El seu aspecte molt particular fa que la seva pertinença als mol·luscs no sigui evident, i els mariners en general els anomenen «cucs», un nom que es troba en anglès (shipworm) i alemany (schiffsbohrwurm) en particular. Es pot observar, per exemple, en aquesta definició al Dictionnaire d’histoire de la marine: «cuc(s) de mars càlids que ataquen(s) la fusta dels bucs».
El teredínid més conegut és la broma (Teredo navalis) també conegut com a «corc marí», una espècie del gènere Teredo.
Hi ha una espècie gegant, Kuphus polythalamia (que assoleix a mesurar més d'un metre de llargada i 6 cm de diàmetre), que viu al sediment. No s'alimenta de fusta morta (tampoc no té budell) sinó de sulfur d'hidrogen, mitjançant una simbiosi amb bacteris.

## Morfologia
El cos, molt allargat, assoleix una llargada de diversos decímetres (60 cm, per un diàmetre d'aproximadament 1 cm, per a l'espècie Teredo navalis. Està allotjat en una galeria cilíndrica, excavada a la fusta i doblada (excepte al seu extrem anterior), d'una paret calcificada segregada pel mantell de l'animal. Aquest tub calcificat s'obre a l'aigua que l'envolta en el punt on s'instal·la inicialment la larva, per un orifici, generalment molt discret, que permet la sortida de dos sifons, un de ventral (inhalant), i l'altre dorsal (exhalant). Aquests dos sifons són retràctils i l'orifici del tub es pot tancar mitjançant dues plaques especials anomenades «paletes», la forma de les quals, característica de cada espècie, és molt útil per a la seva identificació.

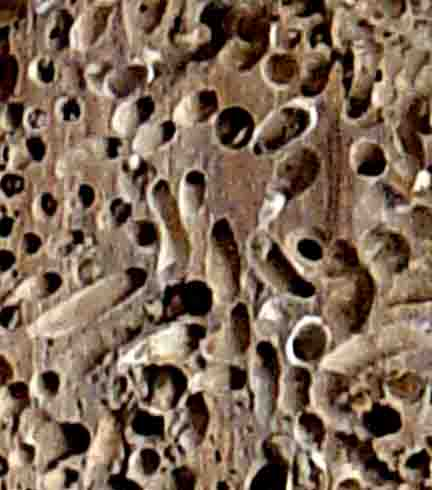
Perforacions i galeries creuades en la fusta fetes per Teredo navalis
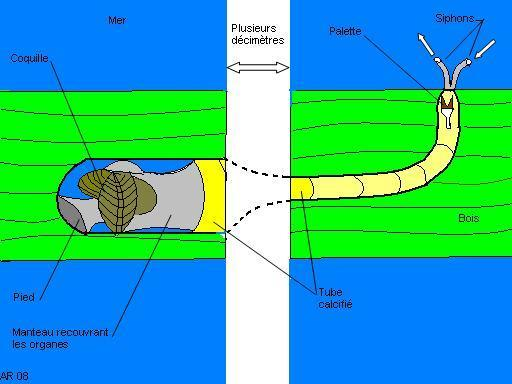
Disposició d'un teredínid dins un tros de fusta
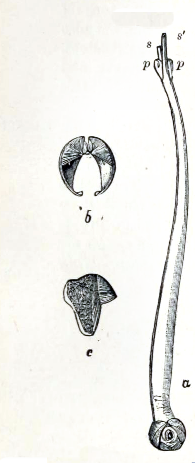
Nototeredo norvagica

La closca, petita, és equivàlvula (dues vàlvules de les mateixes dimensions), més alta que llarga. La seva alçada és una mica inferior al diàmetre de la galeria, generalment inferior a 1 cm. Es troba a la part davantera del cos però, per les seves petites dimensions, ja no té una funció protectora (aquesta recau sobre la fusta de la galeria i el seu recobriment calcificat). Cada vàlvula presenta externament tres lòbuls (anterior, mitjà i posterior; també anomenats «aurícules»). La superfície del lòbul anterior i la meitat anterior del lòbul mitjà està revestida de crestes paral·leles amb denticles fins. El lòbul posterior serveix com a inserció per a un potent múscul adductor posterior al qual correspon un múscul adductor anterior feble (antagonista), situat al davant del ganxet. Ambdues vàlvules poden girar al voltant d'un eix dorsoventral determinat per dos parells de còndils oposats. A la cara dorsal, (la cara interna de les vàlvules porta), per sota de la frontissa, una llarga apòfisi serveix d'inserció per als músculs del peu. Aquesta, en forma de ventosa, sobresurt de la part davantera de la closca, amb una gran bretxa, i s'aplica contra el fons de la galeria.

## Particularitats anatòmiques

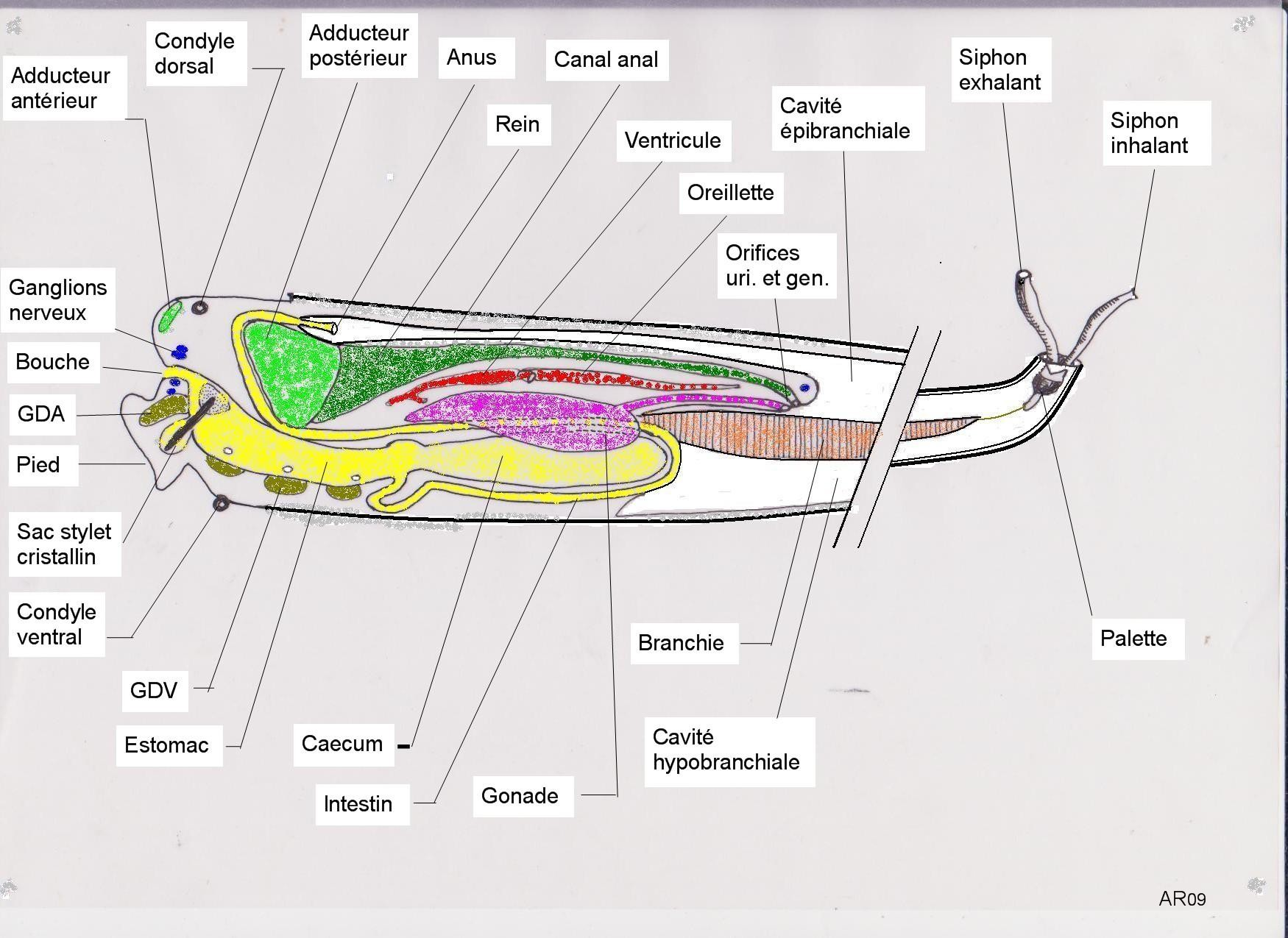
Disposició dels òrgans principals d'un teredínid. GDA, part anterior de la glàndula digestiva; GDV, parts ventrals de la glàndula digestiva, els seus orificis es troben a l'estómac; Orificis uri. et gen., orificis urinaris (renals) i genitals; el ventricle esquerre està seccionat prop de la seva base, els ganglis nerviosos es mostren en blau. La distància entre les paletes i el peu representa diverses desenes de vegades el diàmetre de l'animal.

L'anatomia dels teredínids revela els òrgans típics d'un mol·lusc bivalve, però dotats de particularitats dimensionals o posicionals amb relació a l'estretor i la longitud de l'espai ocupat. D'altra banda, algunes estructures no tenen equivalent en cap altre grup de bivalves:
- Les brànquies es divideixen en dues parts: l'anterior petita, la posterior molt desenvolupada. Estan connectades pel solc alimentari que recorre el costat de la massa visceral.
- Tot el cor-ronyons pateix una inclinació que porta els ronyons en posició dorsal en comparació amb el cor, les aurícules del qual passen per darrere del ventricle. A més, l'aorta anterior i l'aorta posterior esdevenen respectivament posterior i anterior.
- L'anus s'obre a l'extrem d'un tub anal llarg.
- La glàndula digestiva es divideix en diverses parts amb orificis separats a l'estómac.
- A l'estómac hi ha annexat un vast cec (cæcum).
- El tub digestiu té un annex molt especial, les glàndules de Deshayes, probables homòlegs de les glàndules salivals,[8] que s'obren a l'esòfag i s'estenen fins a la cara dorsal de la part posterior de les brànquies.
- L'orifici de la galeria està equipat amb paletes equipats amb la seva pròpia musculatura.
- Els músculs retractors dels sifons s'insereixen sobre el revestiment de pedra calcària de la galeria i no sobre les vàlvules de la closca que estan molt allunyades.
- Els músculs adductors anterior i posterior actuen de manera antagònica.

Normalment el cos del teredínid ocupa tota la longitud de la galeria però la regió anterior pot retrocedir lleugerament amb relació a l'extrem d'aquesta última. Si no es tenen en compte les brànquies, les vísceres representen només aproximadament una quarta part de la longitud total i només la seva part anterior està parcialment coberta per la closca.

## Excavació de la galeria
La closca, que ha perdut la funció de protecció del cos, s'ha convertit en l'òrgan d'excavació mecànica de la galeria; els teredínids són barrenidors. L'acció de succió del peu, la contracció dels seus músculs retractors així com la inflor de la regió anterior del cos apliquen la closca contra la fusta. La contracció alterna dels dos músculs adductors, l'anterior i el posterior, fa que les vàlvules s'inclinin al voltant de l'eix dorsoventral format pels còndils, això fa que els denticles de la closca freguin contra la fusta, que actua com una veritable reixa. La part davantera del cos de l'animal també és capaç de girar sobre si mateixa, a l'esquerra i a la dreta, la qual cosa permet donar una secció perfectament circular a la galeria. L'excavació de la galeria aniria acompanyada del tancament de l'orifici posterior gràcies a les paletes.

## Sexualitat i reproducció
La glàndula genital, potencialment hermafrodita, funciona primer com a mascle (hermafroditisme protàndric) en diverses espècies com Nototeredo norvagica, Teredo navalis, Bankia setacea i Lyrodus pedicellatus. Es pot observar temporalment un hermafroditisme funcional en les tres últimes espècies. El segueix la fase femenina.

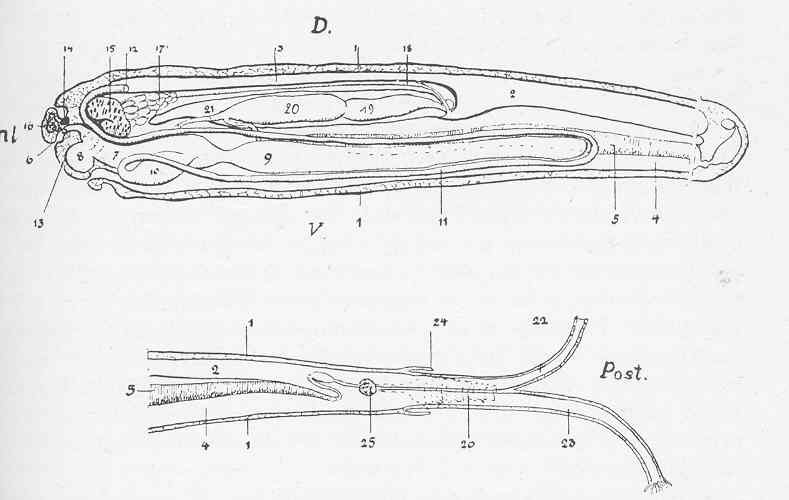
Bankia sp.
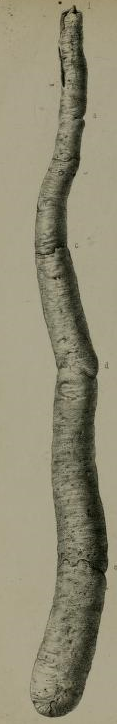
Kuphus polythalamia
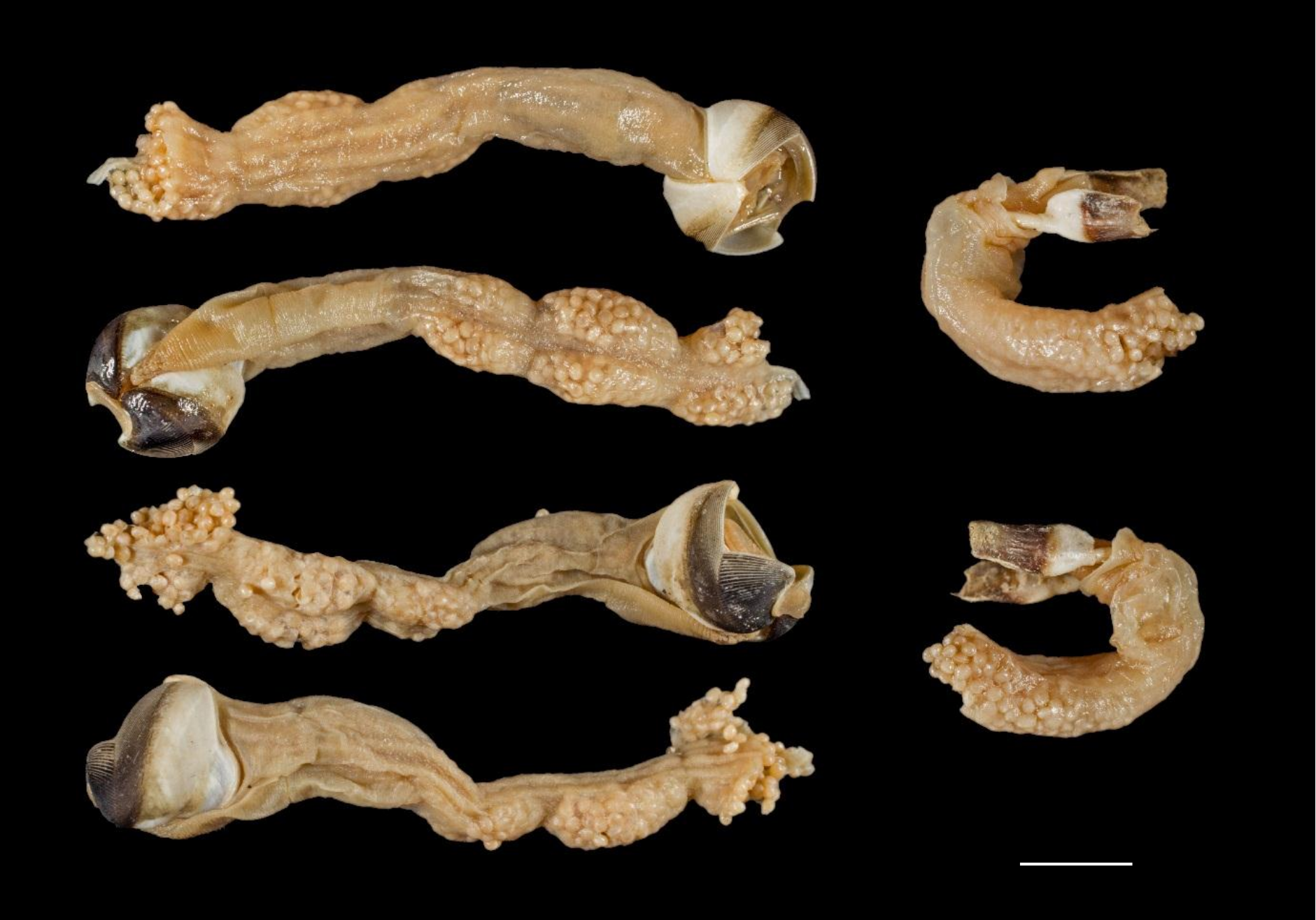
Lyrodus pedicellatus

Els mascles i les femelles poden emetre les seves gàmetes a l'aigua del mar ambiental, on després es produeix la fecundació (Bankia setacea, Bankia indica, Nototeredo norvagica). En altres espècies, només els espermatozoides són expulsats al sifó inhalant de les femelles i així arriben a la cavitat epibranquial on es produeix la fecundació. Aquesta darrera modalitat és necessària en espècies que incuben els seus ous durant diferents períodes a la superfície de les brànquies (Teredo norvegica, Lyrodus pedicellatus). A Bankia gouldi s'ha observat la introducció del sifó exhalant d'un mascle en el sifó inhalant d'un altre individu femení, que permetria la introducció massiva d'espermatozoides a la seva cavitat branquial.
El nombre d'ous posats és en general extremadament elevat: la xifra de 100 milions es cita a Psiloteredo megotara. Les larves (veligers) viuen lliurement al plàncton durant unes 2 a 4 setmanes (20 dies a Teredo navalis, durada sempre variable en funció de la temperatura i dels aliments disponibles). A Lyrodus pedicellatus les larves s'emeten en estat de pediveligers, són capaços d'adherir-se a la fusta en 36 hores, o fins i tot pràcticament immediatament.

## Nutrició
La nutrició dels teredínids és un tema complex i els diferents aspectes del qual són objecte de controvèrsia. Aquests mol·luscs tenen dues fonts principals d'aliment:
- Plàncton i partícules orgàniques en suspensió a l'aigua.
- La fusta de la perforació del túnel. Són autèntics xilofags (menjadors de fusta).

Els primers elements, aspirats pel corrent inhalant, són capturats per les brànquies i portats als palps labials i després a la boca per un solc alimentari ciliat. La seva digestió, intracel·lular, té lloc als tubs «ordinaris», és a dir, semblants als d'altres bivalves, de la glàndula digestiva.
La fusta es redueix a fragments. Els més gruixuts són conduïts per canalons ciliats des de la cara ventral del mantell fins a la cavitat infrabranquial i expulsats pel sifó inhalant (pseudofems) gràcies a les contraccions de la cavitat pal·lial. Les partícules més fines es dirigeixen cap a la boca. Primer serien atacats (a l'estómac i el cec), pels enzims (cel·lulases) secretats pels bacteris simbiòtics allotjats a les cèl·lules de la glàndula de Deshayes. Aleshores arribarien als tubs especials de les glàndules digestives on la seva degradació en sucres acaba dins de cèl·lules particulars. Aquests sucres s'emmagatzemen com a glicogen en altres cèl·lules en tubs especials.

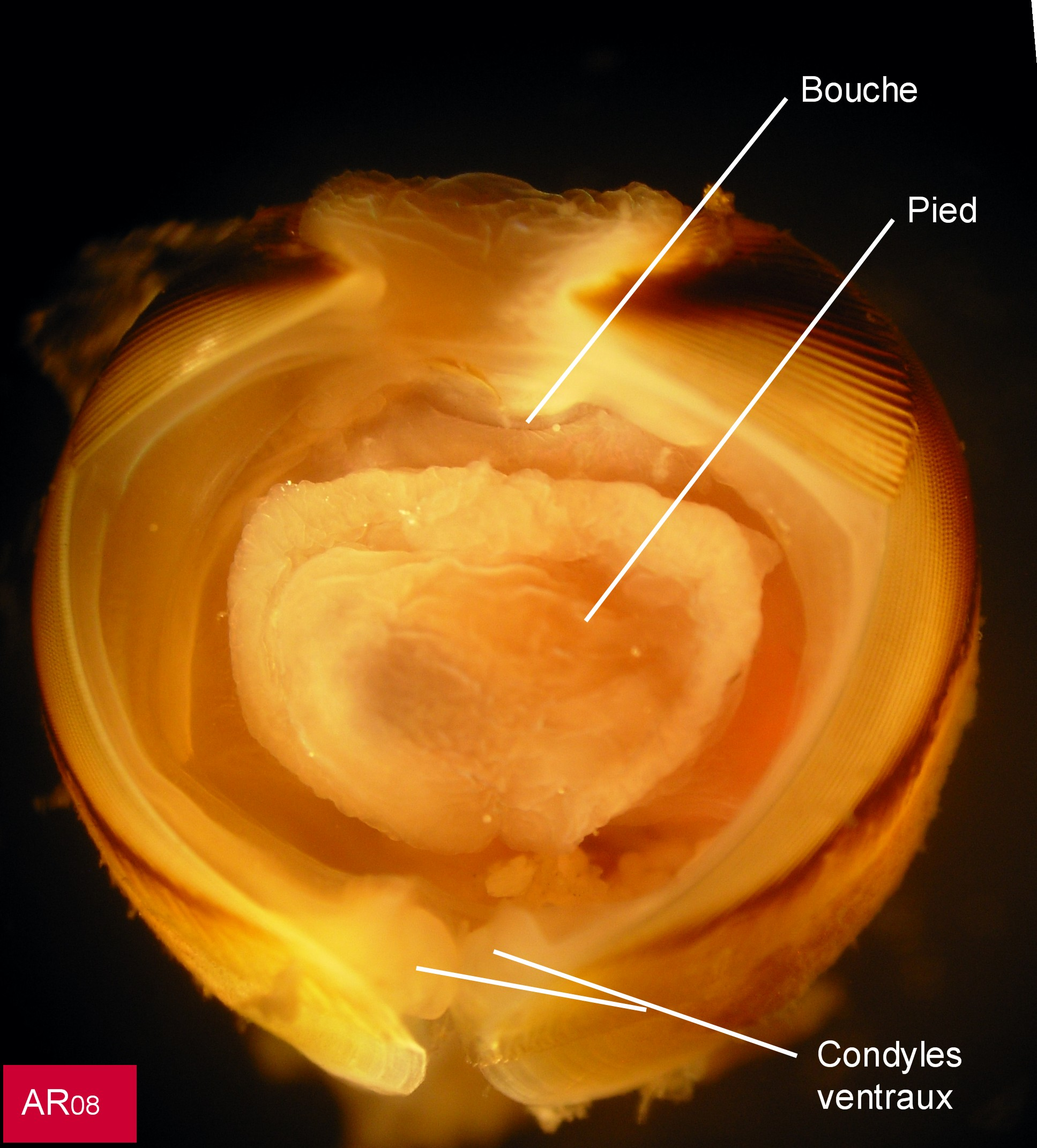
Teredínid (Lyrodus pedicellatus): regió anterior vista des de davant, que mostra l'orifici de la closca, el peu i la boca
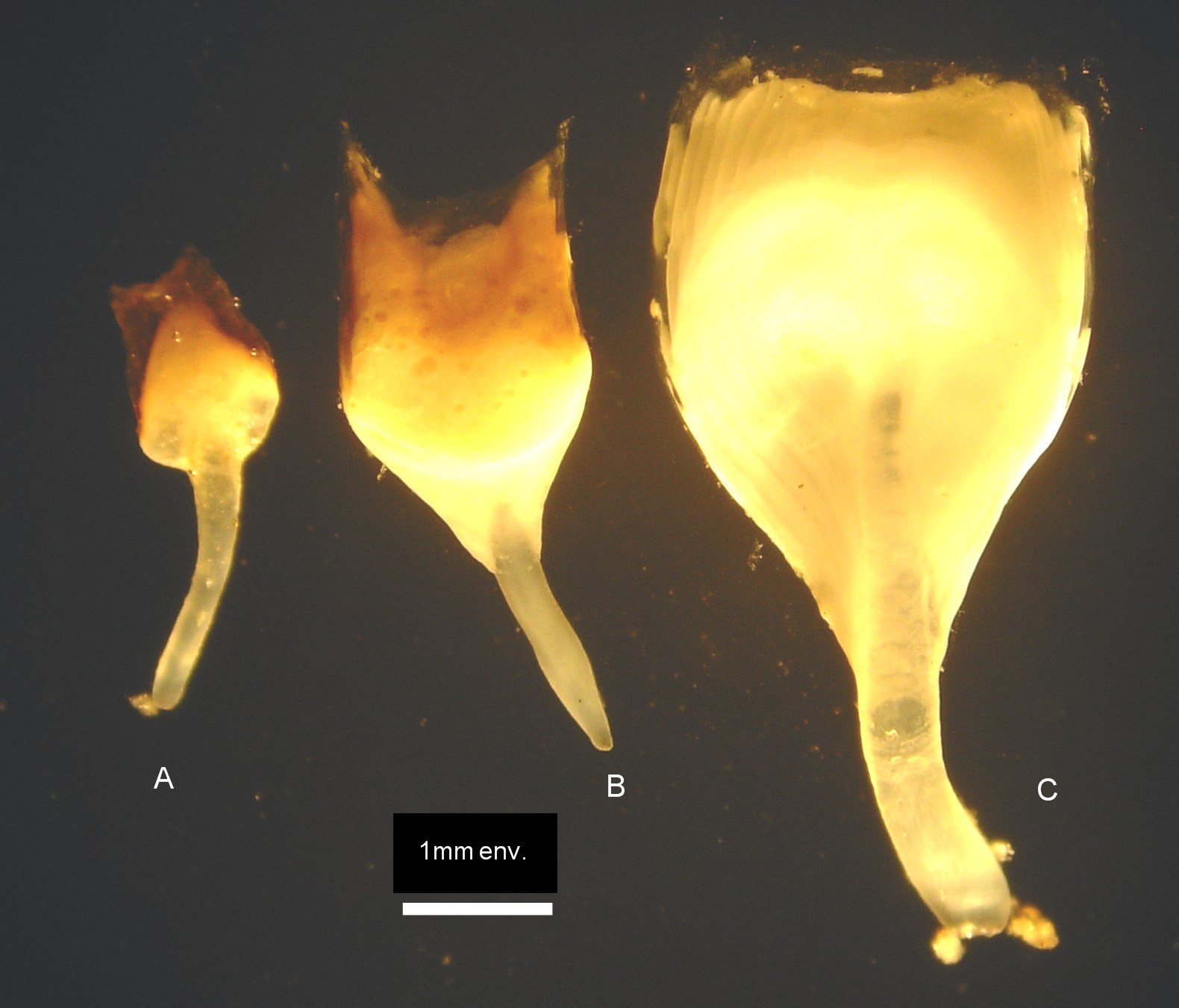
Paletes de teredínids, cara interna. A, Lyrodus pedicellatus; B, Teredo navalis; C, Nototeredo norvegica
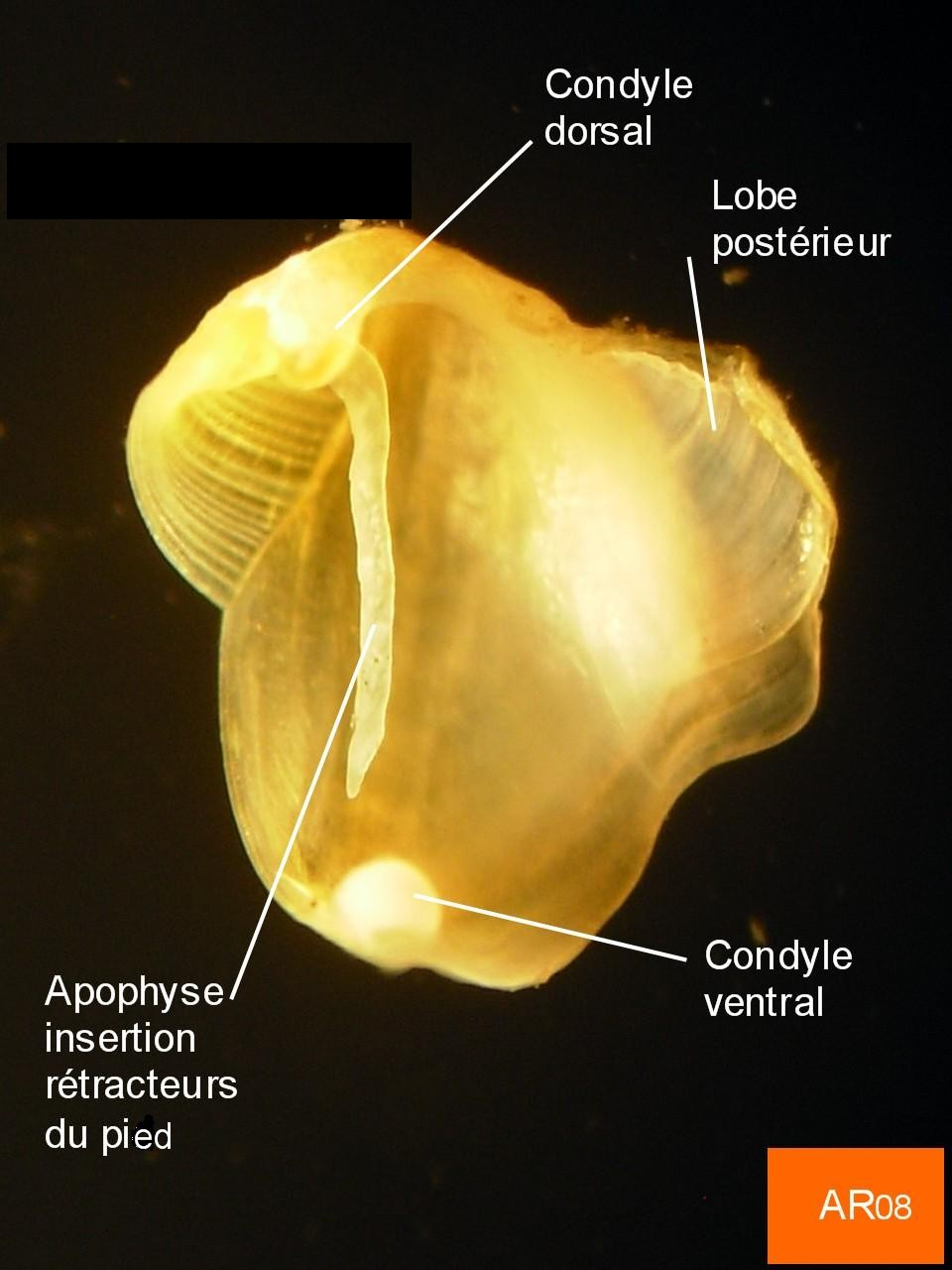
Teredínid (Lyrodus pedicellatus), vàlvula dreta, cara interna
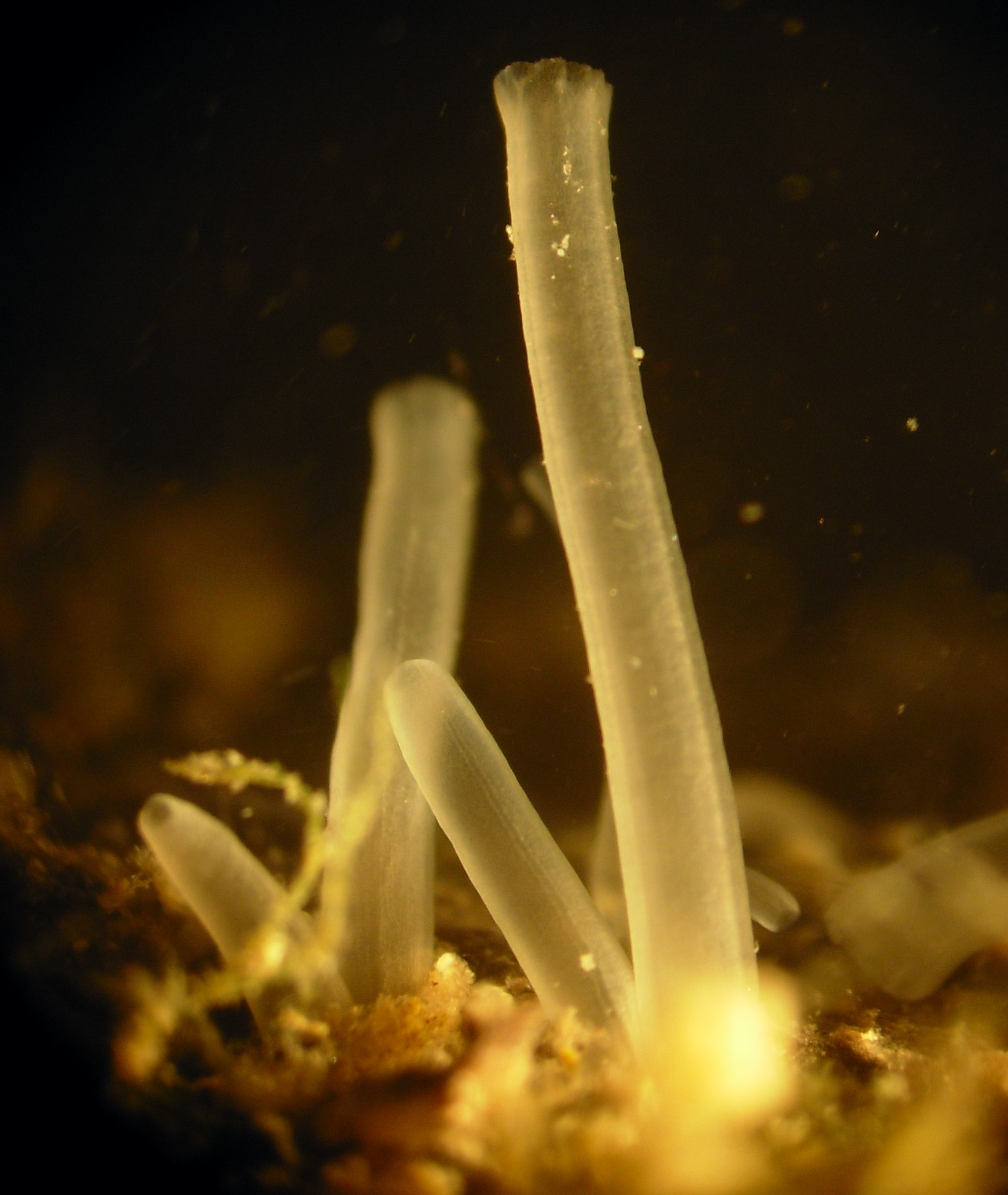
Sifons de Lyrodus pedicellatus. El sifó d'inhalació està ben obert, el sifó d'exhalació està parcialment tancat

Aquests dos modes d'alimentació estan separats en el temps. La perforació del túnel requereix efectivament un augment de la pressió hidroestàtica a l'interior de la cavitat pal·lial i d'òrgans com el peu, que no es pot aconseguir si els sifons es retrauen i el tub tancat per les paletes, la funció de les quals no es limita, per tant, a protegir l'entrada de la galeria.
La proporció de plàncton i fusta en la dieta probablement varia segons les espècies i també les estacions de l'any.
La informació sobre els bacteris simbiòtics de la glàndula Deshayes ha millorat considerablement durant les últimes dècades. La investigació ha posat de manifest el seu paper en la degradació de la fusta i també en la fixació del nitrogen, que permet als teredínids compensar, a part de la captura de plàncton, la manca d'aminoàcids de la fusta.
Probablement en relació al fet que consumeixen el seu propi hàbitat que, per tant, adquireix un caràcter temporal, els teredínids presenten un cert nombre d'adaptacions com el creixement ràpid, la maduració primerenca de les gònades i una gran fecunditat.
L'espècie Lithorido abatanica no s'alimenta de fusta sinó exclusivament de plàncton, ja que cava la seva galeria a la pedra.

## Danys causats
Excavant galeries llargues i nombroses, els teredínids redueixen la resistència de les peces de fusta que colonitzen i fins i tot acaben destruint-les completament. Per tant, causen danys considerables a les construccions de fusta, senzilles o complexes, sotmeses a un contacte prolongat amb l'aigua de mar.
Des de l'antiguitat, els homes han recobert el casc dels seus vaixells amb quitrà, la qual cosa millora la seva estanquitat però també limita l'atac a la fusta de diversos organismes, entre ells els cucs de vaixell.
Els vaixells de fusta d'època més recent, en particular la que freqüentava les zones tropicals, va haver de patir molt els estralls d'aquests animals.
Citant Cristòfor Colom:
| « | El dia de l'Epifania, vaig arribar a Veragua sense alè. Allí, Nostre Senyor va concedir-me un riu i un port segurs, encara que a l'entrada no tenien més de deu pals de profunditat... Al gener es va tancar la desembocadura del riu. A l'abril, els vaixells eren tots devorats pels corcs i ja no podien aguantar més sobre l'aigua... Vaig marxar, en nom de la Santíssima Trinitat, la nit de Pasqua, amb els vaixells podrits, menjats pels corcs i tots plens de forats... Al cap de sis dies, tornada la calma, vaig reprendre el meu viatge, però ja despullat de tot aparell, els vaixells més travessats pels corcs que les bresques, i els homes al cim de l'abatiment i la desesperació... Quant a aquesta malaltia de la corcs de vaixell, no no es coneix remei. | » |

I Jean de Léry:
| « | Mentrestant, els barquers i el fuster estaven sota la coberta i buscaven els forats i esquerdes per on entrava aquesta aigua i ens atacava tan fort. Feien tant que amb cansalada, plom, llençols i altres coses que no estava gens malament donar-los, mataven els més perillosos. De manera que, quan va sorgir la necessitat, com que ja no vam poder més, vam poder relaxar-nos una mica de la nostra feina. No obstant això, després que el fuster hagués mirat bé aquest vaixell, va dir que era massa vell i menjat per corcs, i que no servia per al viatge que empreníem. | » |

L'any 1519, Hernán Cortés «va convèncer els pilots perquè fessin un informe, on declararien que els vaixells fondejats a Vera Cruz havien patit grans danys com a conseqüència de violentes ràfegues de vent, i que els corcs els havien menjat els costats i cascs, que la majoria eren incapaços de sostenir el mar, alguns fins i tot per mantenir-se a flotació», això per tal d'utilitzar-ho com a pretext per desarmar-los i encallar, i així evitar la deserció d'alguns dels seus homes.
L'any 1731 els teredínids van assolar les estructures de fusta destinades a protegir els dics de terra contra l'embat del mar a Holanda. Actualment es troben a internet nombrosos relats d'aquest esdeveniment, inclòs el de Pierre Massuet (1733), titulat Recherches interessantes sur l'origine, la formation, le développement, la structure, etc. des diverses espèces de vers à tuyau, qui infestent les vaisseaux, les digues, etc. de quelques-unes des Provinces-Unies. On y a joint les procès-verbaux qui ont été dressés par les inspecteurs des digues, au sujet du dommage causé par ces vers. Avec leurs différentes figures en taille-douce, gravées d'après nature (Interessants investigacions sobre l'origen, la formació, el desenvolupament, la estructura, etc. de diverses espècies de corcs de vaixells, que infesten vaixells, dics, etc. d'algunes de les Províncies Unides. Us adjuntem els informes que han elaborat els inspectors dels dics, sobre el tema dels danys causats per aquests cucs. Amb les seves diferents figures intaglio, gravades de la natura). També es poden consultar sobre el mateix tema en Observations sur l'origine, la constitution et la nature des vers-de-mer qui percent les vaisseaux, les piliers , les jetées et les estacades (Observacions sobre l'origen, la constitució i la naturalesa dels corcs marins que travessen els vaixells, els pilars, els molls i les estaques) de Jean Rousset de Missy.

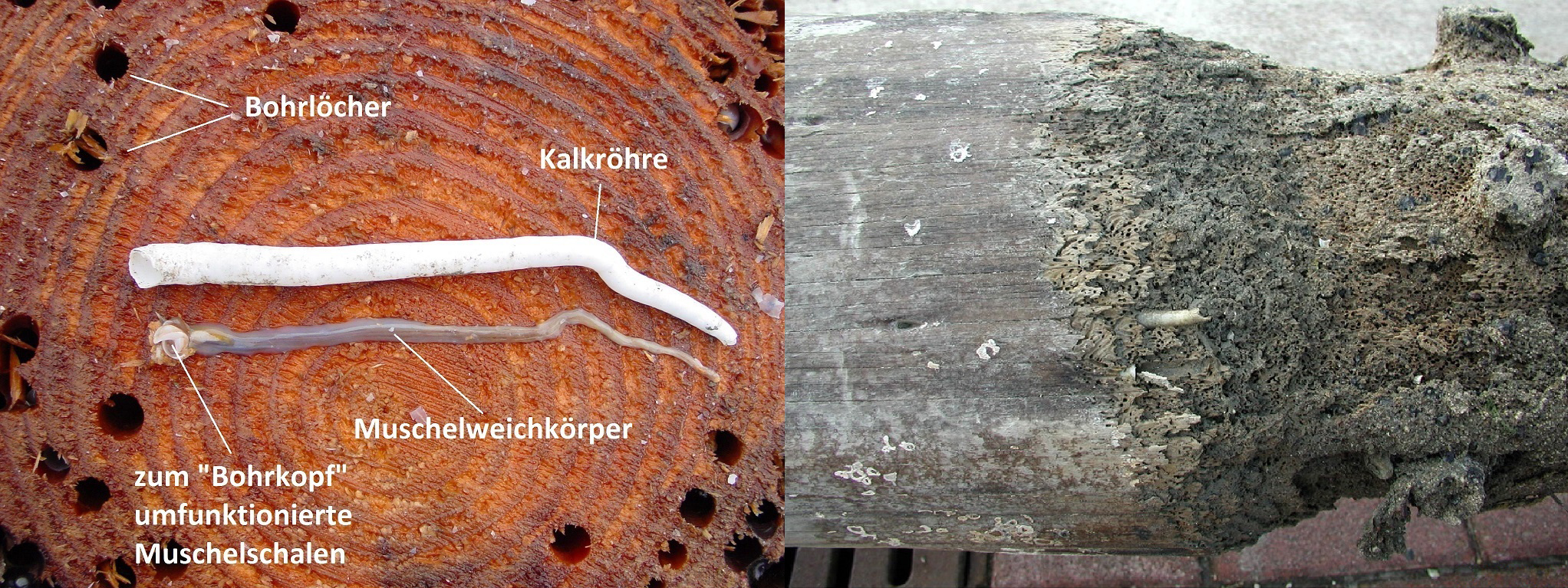
Teredo navalis

Protegits contra els depredadors, la dessecació i les variacions de salinitat per la fusta que envolta les seves galeries, i gràcies a la possibilitat que tenen de tancar l'orifici del seu tub, els teredínids són difícils d'eliminar, ja sigui posant en sec de les fustes, o bé amarrant els vaixells en aigua dolça, tractaments als quals resisteixen diversos dies, fins i tot setmanes. Per tant, són mesures preventives les que s'han d'utilitzar per evitar els danys que puguin causar
Les grans naus de fusta estaven protegides recobrint el seu casc amb claus de cap gros o plaques de coure. Actualment, les pintures antiincrustants (anomenades antifouling), sempre que siguin perfectament contínues, són generalment suficients per evitar l'entrada de teredínids.
Actualment, els principals danys causats pels teredínids són les estructures portuàries (xanques i diverses construccions de fusta submergida), així com els suports, tanques i elements de balises de concessions marisqueres. En aquests camps és possible utilitzar fustes exòtiques com l'azobé (Lophira alata) principalment del Camerun, però, a part que aquesta espècie és de fet bastant fàcilment atacada pels teredínids, està amenaçada per la sobreexplotació i, per tant, el seu ús està limitat o fins i tot prohibit. En el cultiu de musclos, sembla que s'està estenent l'ús d'«angelim vermelho» (Dinizia excelsa) del Brasil.

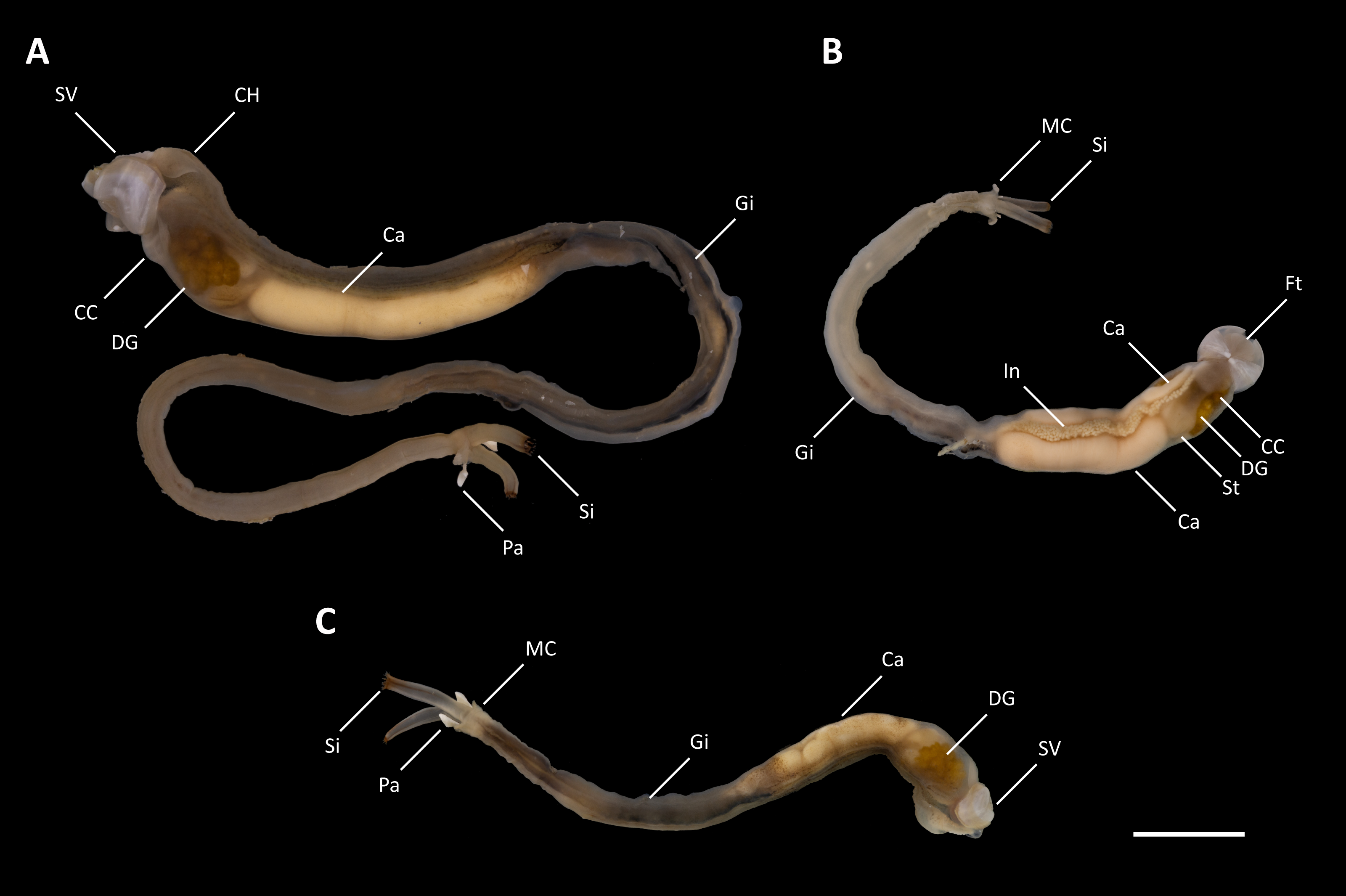
Tamilokus mabinia
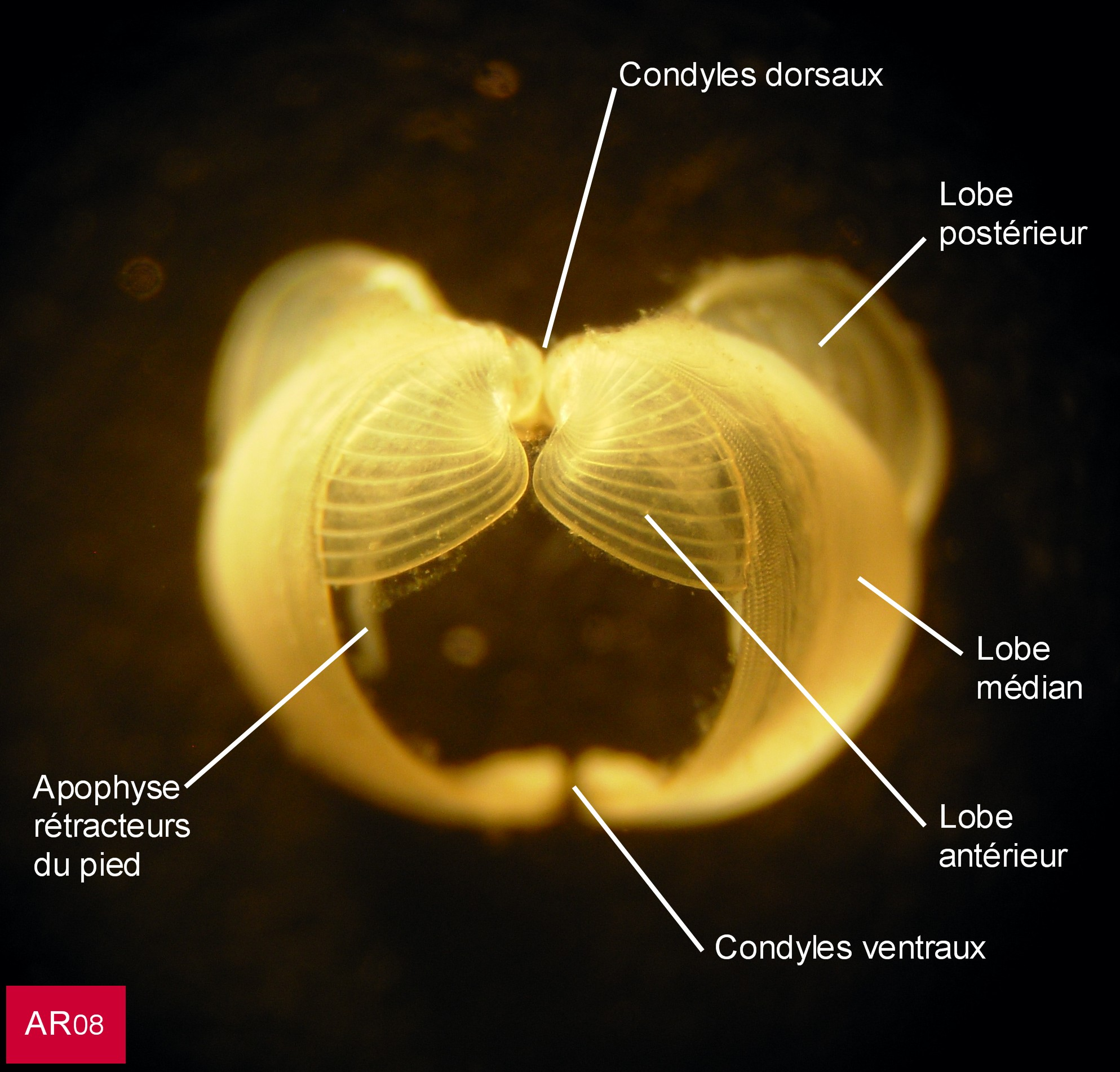
Teredínid (Lyrodus pedicellatus), les dues vàlvules de la closca, vistes de davant. La closca s'obre àmpliament per davant (pas del peu) i per darrere (pas del mantell i la massa visceral). Les crestes del lòbul anterior són visibles. Es pot observar també l'articulació formada pels còndils dorsal i ventral.

Les fustes poden impregnar-se amb biocides com el quitrà d'hulla o l'arsenat de crom coure, perillosos per al medi ambient i incompatibles amb els cultius marins. Sembla que als EUA es recorre molt al recobriment d'elements de fusta en una pel·lícula de polivinil o en polièster reforçat amb fibres de vidre, tècniques que són en molts aspectes molt més respectuoses amb el medi ambient. També s'ha suggerit lluitar contra els teredínids atacant els bacteris simbiòtics que alberguen.
La progressió de Teredo navalis al Bàltic constitueix una preocupació pel que fa a la protecció dels nombrosos derelictes de fusta que existeixen. Els dos remeis que es poden utilitzar són enterrar-los al sediment o embolicar-los amb capes de geotèxtil.

## Úsos
A Palawan i Aklan (Filipines), els teredínids s'anomenen «tamilok» i es menja com una delicadesa. El seu gust es compara a diversos aliments com la llet i les ostres.
Més recentment s'ha estudiat els endosimbionts dels teredínids per a fer-los servir en la bioconversió de la cel·lulosa en biocombustible.

## Taxonomia

### Lista de gèneres
Segons WoRMS (20 d'abril de 2021):
- Bactronophorus Tapparone Canefri, 1877
- Bankia Gray, 1842
- Dicyathifer Iredale, 1932
- Kuphus Guettard, 1770
- Lithoredo Shipway, Distel & Rosenberg, 2019
- Lyrodus Gould, 1870
- Nausitora E. P. Wright, 1864
- Neoteredo Bartsch, 1920
- Nivanteredo Velásquez & Shipway, 2018
- Nototeredo Bartsch, 1923
- Psiloteredo Bartsch, 1922
- Spathoteredo Moll, 1928
- Tamilokus Shipway, Distel & Rosenberg, 2019
- Teredo Linnaeus, 1758
- Teredora Bartsch, 1921
- Teredothyra Bartsch, 1921
- Uperotus Guettard, 1770
- Zachsia Habe, 1952